# Kroatiska handbollsförbundet
Kroatiska handbollsförbundet (kroatiska: Hrvatski rukometni savez) är ett specialidrottsförbund för handboll i Kroatien. Det bildades i oktober år  1941 och kallades åren 1948–1992 för Kroatiens handbollsförbund (Rukometni savez Hrvatske). Förbundets kansli ligger på adressen Metalčeva 5/III i stadsdelen Trešnjevka i Zagreb. 

## Landslag
- Kroatiska herrlandslaget
- Kroatiska damlandslaget

### Fotnoter
1. 1 2 3  ”Povijest rukometa (Handbollens historia)” (på kroatiska). Kroatiska handbollsförbundet. Arkiverad från originalet den 6 januari 2016. https://web.archive.org/web/20160106050257/http://www.hrs.hr/savez.php?section=2. Läst 31 januari 2016.
2. ↑  ”Upravni odbor” (på kroatiska). Kroatiska handbollsförbundet. Arkiverad från originalet den 27 september 2016. https://web.archive.org/web/20160927224528/http://www.hrs.hr/savez.php?section=1&contactgroup=6. Läst 31 januari 2016.